# Аркус секанс хиперболични
Аркус секанс хиперболични је математичка функција која се може дефинисати са:
{\displaystyle \operatorname {arcsech} \;x=\operatorname {sech} ^{-1}x=\log \left({\sqrt {{\frac {1}{x}}-1}}{\sqrt {1+{\frac {1}{x}}}}+{\frac {1}{x}}\right)}